# Barione

La combinazione dei tre quark: u, d ed s con uno spin totale di 3/2 chiamata decupletto barionico.

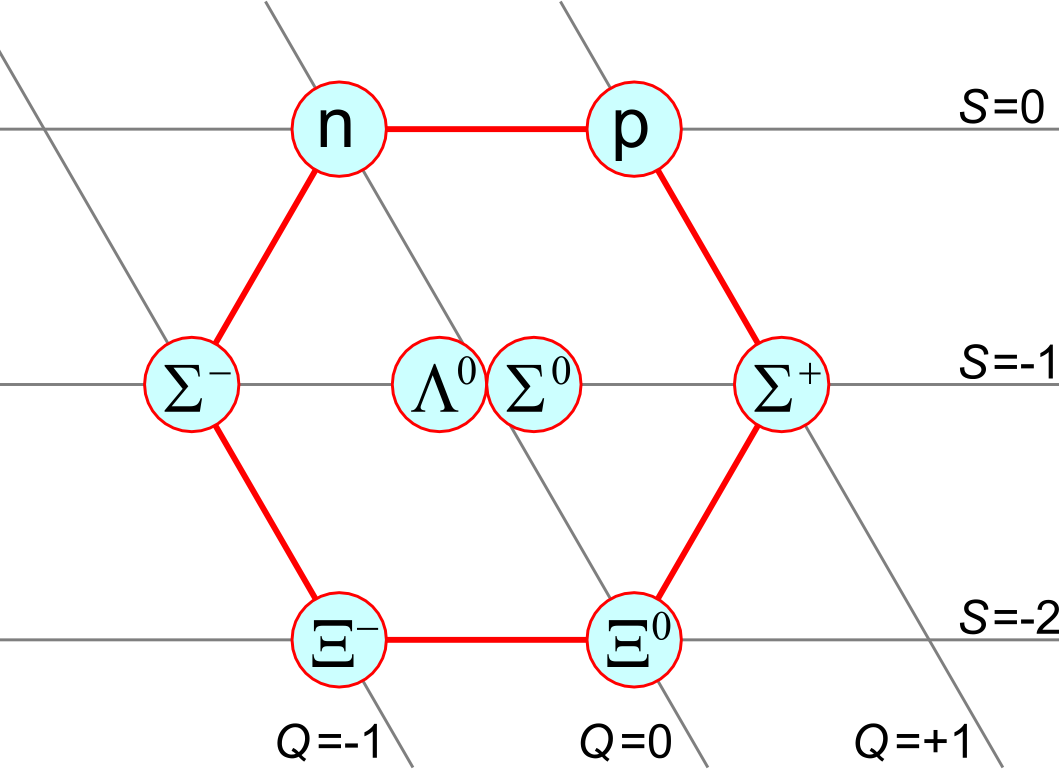
L'ottetto dei barioni con spin pari a 1/2.

Il barione è una particella subatomica non elementare costituita da un numero dispari (almeno 3) di quark di valenza. In quanto composti da quark i barioni appartengono alla famiglia degli adroni e prendono parte all'interazione forte. Avendo spin semintero sono fermioni.
Il termine barione fu proposto da Abraham Pais e deriva dal greco βαρύς (barýs), che significa "pesante", trattandosi di particelle con massa maggiore rispetto a quelle fino ad allora conosciute. I barioni più noti sono il protone e il neutrone, entrambi formati da tre quark, che costituiscono la maggior parte della massa visibile nell'universo e compongono il nucleo di tutti gli atomi.
Un censimento dei barioni dell'universo indica che il 10% può essere trovato dentro le galassie, dal 50 al 60% nel mezzo circumgalattico, e il restante 30 o 40% nel mezzo intergalattico tiepido-caldo (WHIM).

## Acquisizioni più recenti
In data 22 dicembre 2006 sono stati scoperti due nuovi barioni, chiamati "Sigma-secondarie-b". Uno dei nuovi barioni scoperti dall'esperimento è formato da due quark up e da uno bottom, l'altro da due quark down e da un bottom. Le due nuove particelle subatomiche sono state individuate da un gruppo di ricerca americano coordinato da Petar Maksimovic della Scuola di arti e Scienze Krieger.
Per un certo tempo si è ritenuto che alcuni esperimenti mostrassero l'esistenza di pentaquark, barioni "esotici" costituiti da quattro quark e un antiquark (vedi paragrafo successivo).
Nel 2014, nell'ambito dell'esperimento LHCb al LHC, sono state scoperte le due particelle di natura barionica Xi_b'-, Xi_b*-

## Aspetti generali
Essendo fermioni, i barioni sono descritti dalla statistica di Fermi-Dirac, che si applica a tutte le particelle che obbediscono al principio di esclusione di Pauli.
I quark hanno numero barionico B = 1/3 mentre per gli antiquark B = −1/3. Il termine barione solitamente si riferisce ai "triquark", ovvero quei barioni composti da tre quark (B = 1/3 + 1/3 + 1/3 = 1). Ogni barione ha un'antiparticella formata dagli antiquark corrispondenti; per esempio, un protone è costituito di due quark up e un quark down, mentre l'antiprotone, è costituito di due antiquark up e un antiquark down.
Sono stati proposti barioni esotici, come il pentaquark, formato da quattro quark e un antiquark (B = 1/3 + 1/3 + 1/3 + 1/3 − 1/3 = 1), ma la loro esistenza non è generalmente accettata. In particolare, nel 2006 e nel 2008 la comunità dei fisici delle particelle si esprimeva in modo predominante contro la loro esistenza. Tuttavia nel luglio 2015 l'esperimento LHCb osservò due risonanze compatibili con stati di pentaquark nel decadimento Λ0b → J/ψK−p, con una significatività statistica combinata di 15 σ.
In teoria, potrebbero esistere anche gli eptaquark (5 quark, 2 antiquark), i nonaquark (6 quark, 3 antiquark), ecc.

## Lista dei barioni
Queste liste espongono tutti i barioni noti e quelli previsti teoricamente con momento angolare totale J = 1/2 e nelle configurazioni di J = 3/2 con parità positiva. Le antiparticelle non sono elencate nelle tabelle, tuttavia si possono ottenere semplicemente scambiando tutti i quark con antiquark (e gli antiquark con quark), e rendendo Q, B, S, C, B′ di segno opposto.
- I barioni composti da un tipo di quark (uuu, ddd, ...) possono esistere in configurazione J = 3⁄2, mentre J = 1⁄2 è proibito dal principio di esclusione di Pauli.
- I barioni composti da due tipi di quark (uud, uus, ...) possono esistere sia in configurazione J = 1⁄2 sia in J = 3⁄2.
- I barioni composti da tre tipi di quark (uds, udc, ...) possono esistere sia in configurazione J = 1⁄2 sia in J = 3⁄2. Per questi barioni sono possibili due configurazioni con J = 1⁄2.

I simboli utilizzati sono: I (isospin), J (operatore momento angolare totale), P (parità), u (quark up), d (quark down), s (quark strange), c (quark charm), b (quark bottom), Q (carica), B (numero barionico), S (stranezza), C (charm), B′ (bottomness).
Le particelle con il simbolo † accanto al nome sono previste dal modello standard ma non ancora osservate. I valori segnati in rosso non sono ancora stati stabiliti tramite gli esperimenti, ma sono previsti dal modello a quark e sono coerenti con le misure.

### JP= barioni 1/2+
| Nome della particella         | Simbolo     | Quark contenuti | Massa a riposo (MeV/c2)      | I   | JP    | Q (e) | S  | C  | B' | vita media (s)                           | Comunemente decade in                                             |
| ----------------------------- | ----------- | --------------- | ---------------------------- | --- | ----- | ----- | -- | -- | -- | ---------------------------------------- | ----------------------------------------------------------------- |
| nucleone/protone              | p / p+ / N+ | ud              | 938,272 029 ± 0,000080 [a]   | 1/2 | 1/2+  | +1    | 0  | 0  | 0  | Stabile                                  | Inosservati                                                       |
| nucleone/neutrone             | n / n⁰ / N⁰ | ud              | 939,565 360±0,000 081 [a]    | 1/2 | 1/2+  | 0     | 0  | 0  | 0  | 8,857 ± 0,008×102 [c]                    | p+ + e⁻ + {\displaystyle {\bar {\nu }}_{e}}                       |
| Lambda                        | Λ⁰          | uds             | 1115,683 ± 0,006             | 0   | 1/2+  | 0     | −1 | 0  | 0  | 2,631 ± 0,020×10−10                      | p+ + π⁻ o n⁰ + π⁰                                                 |
| Lambda charmed                | Λ+c         | udc             | 2286,46 ± 0,14               | 0   | 1/2+  | +1    | 0  | +1 | 0  | 2,00 ± 0,06×10−13                        | Vedi modi di decadimento di Λ+c                                   |
| Lambda bottom                 | Λ⁰b         | udb             | 5620,2 ± 1,6                 | 0   | 1/2+  | 0     | 0  | 0  | −1 | 1,409 +0,055×10−12 1,409−0,054×10−12     | Vedi modi di decadimento di Λ⁰b                                   |
| Sigma                         | Σ+          | us              | 1189,37 ± 0,07               | 1   | 1/2+  | +1    | −1 | 0  | 0  | 8,018 ± 0,026×10−11                      | p+ + π⁰ o n⁰ + π+                                                 |
| Sigma                         | Σ⁰          | uds             | 1192,642 ± 0,024             | 1   | 1/2+  | 0     | −1 | 0  | 0  | 7,4 ± 0,7×10−20                          | Λ⁰ + γ                                                            |
| Sigma                         | Σ⁻          | ds              | 1197,449 ± 0,030             | 1   | 1/2+  | −1    | −1 | 0  | 0  | 1,479 ±0,011×10−10                       | n⁰ + π⁻                                                           |
| Sigma charmed                 | Σ++c(2455)  | uc              | 2454,02 ± 0,18               | 1   | 1/2+  | +2    | 0  | +1 | 0  | 3,0 ± 0,4×10−22 [d]                      | Λ+c + π+                                                          |
| Sigma charmed                 | Σ+c(2455)   | udc             | 2452,9 ± 0,4                 | 1   | 1/2+  | +1    | 0  | +1 | 0  | >1,4×10−22 [d]                           | Λ+c + π⁰                                                          |
| Sigma charmed                 | Σ⁰c(2455)   | dc              | 2453,76 ± 0,18               | 1   | 1/2+  | 0     | 0  | +1 | 0  | 3,0 ± 0,5×10−22 [d]                      | Λ+c + π⁻                                                          |
| Sigma bottom                  | Σ+b(? [e])  | ub              | 5807,8 ± 2,7                 | 1   | 1/2+  | +1    | 0  | 0  | −1 | Sconosciuta                              | Λ⁰b + π+                                                          |
| Sigma bottom †                | Σ⁰b(? [e])  | udb             | Sconosciuta                  | 1   | 1/2+  | 0     | 0  | 0  | −1 | Sconosciuta                              | Sconosciuti                                                       |
| Sigma bottom                  | Σ⁻b(? [e])  | db              | 5815,2 ± 2,0                 | 1   | 1/2+  | −1    | 0  | 0  | −1 | Sconosciuta                              | Λ⁰b + π⁻                                                          |
| Xi                            | Ξ⁰          | us              | 1314,86 ± 0,20               | 1/2 | 1/2+  | 0     | −2 | 0  | 0  | 2,90 ± 0,09×10−10                        | Λ⁰ + π⁰                                                           |
| Xi                            | Ξ⁻          | ds              | 1321,71 ± 0,07               | 1/2 | 1/2+  | −1    | −2 | 0  | 0  | 1,639 ± 0,015×10−10                      | Λ⁰ + π⁻                                                           |
| Xi charmed                    | Ξ+c         | usc             | 2467,9 ± 0,4                 | 1/2 | 1/2+  | +1    | −1 | +1 | 0  | 4,42 ± 0,26×10−13                        | Vedi modi di decadimento di Ξ+c                                   |
| Xi charmed                    | Ξ⁰c         | dsc             | 2471,0 ± 0,4                 | 1/2 | 1/2+  | 0     | −1 | +1 | 0  | 1,12 +0,13×10−13 1,12 −0,10×10−13        | Vedi modi di decadimento di Ξ⁰c                                   |
| Xi charmed primo              | Ξ′+c        | usc             | 2575,7 ± 3,1                 | 1/2 | 1/2+  | +1    | −1 | +1 | 0  | Sconosciuta                              | Ξ+c + γ (osservati)                                               |
| Xi charmed primo              | Ξ′⁰c        | dsc             | 2578,0 ± 2,9                 | 1/2 | 1/2}+ | +1    | −1 | +1 | 0  | Sconosciuta                              | Ξ⁰c + γ (osservati)                                               |
| Xi doppio charmed [f]         | Ξ++cc       | uc              | 3621,40 ± 0,72 ± 0,27 ± 0,14 | 1/2 | 1/2+  | +2    | 0  | +2 | 0  | Sconosciuta                              | Λ+c + K⁻ + π+ + π+                                                |
| Xi doppio charmed [f]         | Ξ+cc        | dc              | 3518,9 ± 0,9 [f]             | 1/2 | 1/2+  | +1    | 0  | +2 | 0  | < 3,3×10−14 [f]                          | Λ+c + K⁻ + π+ [f] o p+ + D+ + K⁻ [f]                              |
| Xi bottom (o Cascata B)       | Ξ⁰b         | usb             | Sconosciuta                  | 1/2 | 1/2+  | 0     | −1 | 0  | −1 | 1,42 + 0,28 ×10−12 1,42 −0,24 ×10−12 [g] | Vedi modi di decadimento di Ξ⁰b                                   |
| Xi bottom (o Cascata B)       | Ξ⁻b         | dsb             | 5792,4 ± 3,0                 | 1/2 | 1/2+  | −1    | −1 | 0  | −1 | 1,42 + 0,28 ×10−12 1,42 −0,24 ×10−12 [g] | Vedi modi di decadimento di Ξ⁻b (furono osservati anche Ξ⁻ + J/ψ) |
| Xi bottom primo†              | Ξ′⁰b        | usb             | Sconosciuta                  | 0   | 1/2+  | 0     | −1 | 0  | −1 | Sconosciuta                              | Sconosciuti                                                       |
| Xi bottom primo †             | Ξ′⁻b        | dsb             | Sconosciuta                  | 0   | 1/2+  | 0     | −1 | 0  | −1 | Sconosciuta                              | Sconosciuti                                                       |
| Xi doppio bottom †            | Ξ⁰bb        | ub              | Sconosciuta                  | 1/2 | 1/2+  | 0     | 0  | 0  | −2 | Sconosciuta                              | Sconosciuti                                                       |
| Xi doppio bottom †            | Ξ⁻bb        | db              | Sconosciuta                  | 1/2 | 1/2+  | −1    | 0  | 0  | −2 | Sconosciuta                              | Sconosciuti                                                       |
| Xi bottom charmed †           | Ξ+cb        | ucb             | Sconosciuti                  | 1/2 | 1/2+  | +1    | 0  | +1 | −1 | Sconosciuta                              | Sconosciuti                                                       |
| Xi bottom charmed †           | Ξ⁰cb        | dcb             | Sconosciuta                  | 1/2 | 1/2+  | 0     | 0  | +1 | −1 | Sconosciuta                              | Sconosciuti                                                       |
| Xi bottom charmed primo†      | Ξ′+cb       | ucb             | Sconosciuta                  | 0   | 1/2+  | +1    | 0  | +1 | −1 | Sconosciuta                              | Sconosciuti                                                       |
| Xi bottom charmed primo†      | Ξ′⁰cb       | dcb             | Sconosciuta                  | 0   | 1/2+  | +1    | 0  | +1 | −1 | Sconosciuta                              | Sconosciuti                                                       |
| Omega charmed                 | Ω⁰c         | sc              | 2697,5 ± 2,6                 | 0   | 1/2+  | 0     | −2 | +1 | 0  | 6,9 ± 1,2×10−14                          | Vedi modi di decadimento di Ω⁰c                                   |
| Omega bottom                  | Ω⁻b         | sb              | 6165 ± 23                    | 0   | 1/2+  | −1    | −2 | 0  | −1 | 1,13 + 0,55 ×10−12 1,13 −0,42 ×10−12     | (Ω⁻ + J/ψ osservati)                                              |
| Omega doppio charmed †        | Ω+cc        | sc              | Sconosciuta                  | 0   | 1/2+  | +1    | −1 | +2 | 0  | Sconosciuta                              | Sconosciuti                                                       |
| Omega bottom charmed †        | Ω⁰cb        | scb             | Sconosciuta                  | 0   | 1/2+  | 0     | −1 | +1 | −1 | Sconosciuta                              | Sconosciuti                                                       |
| Omega bottom charmed primo†   | Ω′⁰cb       | scb             | Sconosciuta                  | 0   | 1/2+  | 0     | −1 | +1 | −1 | Sconosciuta                              | Sconosciuti                                                       |
| Omega doppio bottom †         | Ω⁻bb        | sb              | Sconosciuta                  | 0   | 1/2+  | −1    | −1 | 0  | −2 | Sconosciuta                              | Sconosciuti                                                       |
| Omega doppio bottom charmed † | Ω+ccb       | cb              | Sconosciuta                  | 0   | 1/2+  | +1    | 0  | +2 | −1 | Sconosciuta                              | Sconosciuti                                                       |
| Omega doppio bottom charmed † | Ω⁰cbb       | cb              | Sconosciuta                  | 0   | 1/2+  | 0     | 0  | +1 | −2 | Sconosciuta                              | Sconosciuti                                                       |

† Particella non ancora osservata.

[a] Le masse del protone e del neutrone sono conosciute con migliore precisione in unità atomiche (u) che in MeV/c², a causa del valore relativamente poco conosciuto della carica elementare. Nell'unità di massa atomica, la massa del protone è 1,007 276 466 88(13) u mentre quella del neutrone è 1,008 664 915 60(55) u.

[b] Almeno 1035 anni. Vedi decadimento del protone.

[c] Per i neutroni liberi; nella maggior parte dei nuclei, i neutroni sono stabili.

[d] Il PDG riferisce la larghezza di risonanza (Γ). Qui invece viene data la conversione τ = ħ/Γ.

[e] I valori specifici del nome non sono stati ancora decisi, ma potrebbero essere vicini a Σb(5810).

[f] Esistono alcune controversie riguardo a questi dati.

[g] Questa è in realtà una misura della vita media dei barioni B che decadono in un getto (jet) contenente una stessa coppia di segni Ξ∓l∓. Probabilmente la miscela (mix) è principalmente Ξb con qualche Λb.

### JP= barioni 3/2+
| Nome della particella                | Simbolo     | Quark contenuti | Massa a riposo (MeV/c2) | I   | JP    | Q (e) | S  | C  | B' | vita media (s)                      | Comunemente decade in       |
| ------------------------------------ | ----------- | --------------- | ----------------------- | --- | ----- | ----- | -- | -- | -- | ----------------------------------- | --------------------------- |
| Delta                                | Δ++ (1232)  | u               | 1232 ± 1                | 3/2 | 3/2+  | +2    | 0  | 0  | 0  | 5,58 ± 0,09×10−24 [h]               | p+ + π+                     |
| Delta                                | Δ+(1232)    | ud              | 1232 ± 1                | 3/2 | 3/2+  | +1    | 0  | 0  | 0  | 5,58 ± 0,09×10−24[h]                | π+ + n0 o π0 + p            |
| Delta                                | Δ⁰ (1232)   | ud              | 1232 ± 1                | 3/2 | 3/2+  | 0     | 0  | 0  | 0  | 5,58 ± 0,09×10−24[h]                | π⁰ + n⁰ o π⁻ + p+           |
| Delta                                | Δ⁻(1232)    | d               | 1232 ± 1                | 3/2 | 3/2+  | −1    | 0  | 0  | 0  | 5,58 ± 0,09×10−24 [h]               | π⁻ + n⁰                     |
| Sigma                                | Σ∗+(1385)   | us              | 1382,8 ± 0,4            | 1   | 3/2+  | +1    | −1 | 0  | 0  | 1,84 ± 0,04×10−23 [h]               | Λ⁰ + π+ o Σ+ + π⁰ o Σ⁰ + π+ |
| Sigma                                | Σ∗0(1385)   | uds             | 1383,7 ± 1,0            | 1   | 3/2+  | 0     | −1 | 0  | 0  | 1,8±0,3×10−23[h]                    | Λ⁰ + π⁰ o Σ+ + π⁻ o Σ⁰ + π⁰ |
| Sigma                                | Σ∗⁻(1385)   | ds              | 1387,2 ± 0,5            | 1   | 3/2+  | −1    | −1 | 0  | 0  | 1,67 ± 0,09×10−23 [h]               | Λ⁰ + π⁻ o Σ⁰ + π⁻ o Σ⁻ + π⁰ |
| Sigma charmed                        | Σ∗++c(2520) | uc              | 2518,4 ± 0,6            | 1   | 3/2 + | +2    | 0  | +1 | 0  | 4,4 ± 0,6×10−23 [h]                 | Λ+c + π+                    |
| Sigma charmed                        | Σ∗+c(2520)  | udc             | 2517,5 ± 2,3            | 1   | 3/2 + | +1    | 0  | +1 | 0  | > 3,9×10−23 [h]                     | Λ+c + π⁰                    |
| Sigma charmed                        | Σ∗⁰c(2520)  | dc              | 2518,0 ± 0,5            | 1   | 3/2 + | 0     | 0  | +1 | 0  | 4,1 ± 0,5×10−23 [h]                 | Λ+c + π⁻                    |
| Sigma bottom                         | Σ∗+b        | ub              | 5829,0 ± 3,4            | 1   | 3/2 + | +1    | 0  | 0  | −1 | Sconosciuta                         | Λ⁰b + π+                    |
| Sigma bottom †                       | Σ∗⁰b        | udb             | Sconosciuta             | 1   | 3/2 + | 0     | 0  | 0  | −1 | Sconosciuta                         | Sconosciuti                 |
| Sigma bottom                         | Σ∗⁻b        | db              | 5836,4 ± 2,8            | 1   | 3/2 + | −1    | 0  | 0  | −1 | Sconosciuta                         | Λ⁰b + π⁻                    |
| Xi                                   | Ξ∗0(1530)   | us              | 1531,80 ± 0,32          | 1/2 | 3/2+  | 0     | −2 | 0  | 0  | 7,2 ± 0,4×10−23 [h]                 | Ξ⁰ + π⁰ o Ξ⁻ + π+           |
| Xi                                   | Ξ∗⁻(1530)   | ds              | 1535,0 ± 0,6            | 1/2 | 3/2+  | −1    | −2 | 0  | 0  | 6,7 +1,1 ×10−23 6,7 −1,2 ×10−23 [h] | Ξ⁰ + π⁻ o Ξ⁻ + π⁰           |
| Xi charmed                           | Ξ∗+c(2645)  | usc             | 2646.6 ± 1,4            | 1/2 | 3/2 + | +1    | −1 | +1 | 0  | 2,1×10−22 [h]                       | Ξ+c + π⁰ (osservati)        |
| Xi charmed                           | Ξ∗0c(2645)  | dsc             | 2646,1 ± 1,2            | 1/2 | 3/2 + | 0     | −1 | +1 | 0  | > 1,2×10−22 [h]                     | Ξ+c + π⁻ (osservati)        |
| Xi doppio charmed †                  | Ξ∗++cc      | uc              | Sconosciuta             | 1/2 | 3/2 + | +2    | 0  | +2 | 0  | Sconosciuta                         | Sconosciuti                 |
| Xi doppio charmed†                   | Ξ∗+cc       | dc              | Sconosciuta             | 1/2 | 3/2 + | +1    | 0  | +2 | 0  | Sconosciuta                         | Sconosciuti                 |
| Xi bottom                            | Ξ∗0b        | usb             | 5945.0 ± 2.8            | 1/2 | 3/2 + | 0     | −1 | 0  | −1 | Sconosciuta                         | Ξ⁻b + π+ o Ξ+b + π-         |
| Xi bottom †                          | Ξ∗⁻b        | dsb             | Sconosciuta             | 1/2 | 3/2 + | −1    | −1 | 0  | −1 | Sconosciuta                         | Sconosciuti                 |
| Xi doppio bottom †                   | Ξ∗0bb       | ub              | Sconosciuta             | 1/2 | 3/2 + | 0     | 0  | 0  | −2 | Sconosciuta                         | Sconosciuti                 |
| Xi doppio bottom †                   | Ξ∗⁻bb       | db              | Sconosciuta             | 1/2 | 3/2 + | −1    | 0  | 0  | −2 | Sconosciuta                         | Sconosciuti                 |
| Xi bottom charmed †                  | Ξ∗+cb       | ucb             | Sconosciuta             | 1/2 | 3/2 + | +1    | 0  | +1 | −1 | Sconosciuta                         | Sconosciuti                 |
| Xi bottom charmed †                  | Ξ∗0cb       | dcb             | Sconosciuta             | 1/2 | 3/2 + | 0     | 0  | +1 | −1 | Sconosciuta                         | Sconosciuti                 |
| Omega                                | Ω⁻          | s               | 1672,45 ± 0,29          | 0   | 3/2+  | −1    | −3 | 0  | 0  | 8,21 ± 0,11×10−11 [h]               | Λ⁰ + K⁻ o Ξ⁰ + π⁻ o Ξ⁻ + π⁰ |
| Omega charmed                        | Ω∗0c(2770)  | sc              | 2768,3 ± 1,5            | 0   | 3/2 + | 0     | −2 | +1 | 0  | Sconosciuta                         | Ω⁰c + γ                     |
| Omega bottom †                       | Ω∗⁻b        | sb              | Sconosciuta             | 0   | 3/2 + | −1    | −2 | 0  | −1 | Sconosciuta                         | Sconosciuti                 |
| Omega doppio charmed †               | Ω∗+cc       | sc              | Sconosciuta             | 0   | 3/2 + | +1    | −1 | +2 | 0  | Sconosciuta                         | Sconosciuti                 |
| Omega bottom charmed †               | Ω∗0cb       | scb             | Sconosciuta             | 0   | 3/2 + | 0     | −1 | +1 | −1 | Sconosciuta                         | Sconosciuti                 |
| Omega doppio bottom †                | Ω∗⁻bb       | sb              | Sconosciuta             | 0   | 3 +   | −1    | −1 | 0  | −2 | Sconosciuta                         | Sconosciuti                 |
| Omega triplo charmed †               | Ω++ccc      | c               | Sconosciuta             | 0   | 3/2 + | +2    | 0  | +3 | 0  | Sconosciuta                         | Sconosciuti                 |
| Barione omega doppio charmed †       | Ω∗+ccb      | cb              | Sconosciuta             | 0   | 3/2 + | +1    | 0  | +2 | −1 | Sconosciuta                         | Sconosciuti                 |
| Barione omega doppio bottom charmed† | Ω∗0cbb      | cb              | Sconosciuta             | 0   | 3/2 + | 0     | 0  | +1 | −2 | Sconosciuta                         | Sconosciuti                 |
| Omega triplo bottom †                | Ω⁻bbb       | b               | Sconosciuta             | 0   | 3/2 + | −1    | 0  | 0  | −3 | Sconosciuta                         | Sconosciuti                 |

† Particella non ancora osservata.

[h] Il PDG riporta la larghezza di risonanza (Γ). Qui invece viene data la conversione τ = ħ/Γ.